# 罗伯特·坎普卡
罗伯特·坎普卡（德語：Robert Kampka，1982年2月21日—）是一位德国足球裁判、德國聯邦國防軍軍醫官，现注册于符腾堡足球协会辖下的索恩巴赫体操及体育俱乐部（TSV Schornbach）。

## 裁判生涯
作为索恩巴赫体操及体育俱乐部（TSV Schornbach）的注册会员，坎普卡是自2003年起成为德国足协裁判。他先是自2004年起执法南部地区联赛，2008年起晋身德丙，随后又在2010年入选德乙裁判名单。
自2016-17赛季起，坎普卡获德国足协委任主吹德甲联赛。他在顶级联赛的首秀是2016年9月17日，执法汉堡主场对阵RB莱比锡的比赛，最终客队以4比0获胜。
此外，在2005年4月15日，坎普卡在雅恩雷根斯堡对阵霍芬海姆1899的地区联赛中担当主裁判。时值德国刚发生赌球丑闻，当局遂建立了一个预警系统，以检测可能发生的操纵比赛。该系统由Betradar创建，旨在检测博彩公司在全球范围内收受的异常赔率投注，进而将信息通报德国足协。该系统在坎普卡执法的比赛前首次触发。

## 个人生活
坎普卡出生于前东德的格尔利茨，其主职是在德国联邦国防军担任军医（階級為军医上尉），当前居住于美因茨。